# آرامگاه امامزاده سید کاظم پرور
بقعه امامزاده سیدکاظم پرور مربوط به دوره قاجار است و در مهدیشهر، منطقه پرور واقع شده و این اثر در تاریخ ۲۵ اسفند ۱۳۸۰ با شمارهٔ ثبت ۵۶۴۴ به‌عنوان یکی از آثار ملی ایران به ثبت رسیده است.